# Дровяной (посёлок)
Дровяно́й — упразднённый посёлок Ямальского района Ямало-Ненецкого автономного округа России. Исключен из учётных данных в 2006 году.

## География
Расположен на побережье Обской губы в 699 км к северо-северо-востоку от Салехарда.

## История
Основан в 1930-е годы как фактория, наряду с селениями Тамбей, Яда, Порц-Яха, Тарко-Сале, Усть-Юрибей, Морды-Яха и т. д.
Назван по градообразующему предприятию — деревообрабатывающему предприятию. Со временем — военный городок, здесь находилась РЛС «Дубрава» и радиолокационная рота, входившая в Воркутинский радиолокационный полк.
Сейчас — полярная станция Дровяная. С 2014 года входит в особую пограничную зону РФ, внутри которой в пределах ЯНАО установлен особый контрольный режим в 10 км от морского побережья.

## Население
| 1989 | 2002 |
| ---- | ---- |
| 0    | →0   |